# Кравченко Володимир Іванович
Володимир Іванович Кравченко (*16 квітня 1941 — †7 квітня 2001) — багаторічний керівник колгоспу «Комуніст» у селі Матусів Шполянського району Черкащини. Кавалер двох орденів Леніна (1973, 1977), Трудового Червоного прапора (1971), Лауреат Державної премії СРСР в галузі архітектури 1990 року, Золотої медалі ВДНГ СРСР.

## З життєпису
Після закінчення школи подався до Білоцерківського сільськогосподарського інституту. Та йому не поталанило-не добрав необхідної кількості балів. Після трудової практики в колгоспі Володимир Іванович поступив до Білоцерківського сільськогосподарського інституту на агрономічний факультет. Цей інститут і факультет закінчив його батько Іван Юхимович. Після третього курсу перевівся до Української сільськогосподарської академії м. Київ, яку й закінчив він через два роки. Молодого спеціаліста призначили агрономом ім. Петровського c.Лебедин Шполянського району. Та незабаром доля його назавжди поєднала з Матусовим. Володимир Іванович пригадував:
|  | Раптово тяжко захворів батько. Далася в знаки війна та напружені післявоєнні роки. Лікарі наполегливо рекомендували залишити роботу. На засіданні партійного бюро було прийнято рішення: відкликати мене як свого стипендіата із сусіднього господарства і рекомендувати загальним збором колгоспників мою кандидатуру на посаду голови колгоспу «Комуніст». Колгоспники одноголосно обрали своїм головою, давши усний наказ батькові-бути моїм наставником. Мені, 25-річному юнакові, було трохи боязко стати відповідальним за долю великого господарства, за долю сотень колгоспників. Та поруч був батько-мій найкращий порадник. |

Іван Юхимович, хоч і передав колгоспну печатку новому голові, не стояв осторонь колгоспних справ. Він ще не один рік своїм мудрим, батьківським словом допомагав у скрутну хвилину наймолодшому голові колгоспу району-своєму синові.
Як пам'ять про себе залишив Іван Юхимович Кравченко ліс, який він посадив із своїми однодумцями та учнями школи № 1 на схилах Тугаєвої балки.
Далеко нелегким були перші роки головування В. І. Кравченка. Не вистачало техніки, кадрів. Треба було ходити по домівках колгоспників і просити жінок іти працювати на ферму. Там робота була найважчою. Не було жодної механізації. Вичищали в корівниках, роздавали корм худобі, доїли корів вручну. Часто доводилось не лише керувати, а й самому сідати за кермо вантажного автомобіля, підміняти стомлених шоферів.
Колгосп «Комуніст», як спеціалізоване господарство по відгодівлі ВРХ, закуповував у колгоспах району на дорощення телят віком 3 місяці, пізніше — один місяць, а ще пізніше — 20-денного віку. Тваринницькі приміщення поступово заповнювались тваринами. У 10-й п'ятирічці було понад 10 тис. голів ВРХ. Усі роботи на фермах були повністю механізовані. З'явились значні прибутки від тваринництва. Уже в кінці восьмої п'ятирічки створилися необхідні умови для початку соціально-культурного будівництва на селі. Було складено і детально обговорено на засіданні правління колгоспу та парткому і затверджено загальними зборами колгоспників генеральний план соціально-культурного будівництва центру села за рахунок коштів колгоспу.
Центральна вулиця Матусова носить ім'я Володимира Кравченка[джерело?].